# Olympiakos Syndesmos Filathlōn Peiraiōs 2022-2023 (pallacanestro maschile)
Questa voce raccoglie le informazioni riguardanti l'Olympiakos B.C. nelle competizioni ufficiali della stagione 2022-2023.

## Stagione
La stagione 2022-2023 dell'Olympiakos è la 67ª nel massimo campionato greco di pallacanestro, la Basket League.

## Roster
Aggiornato al 27 luglio 2022.
| Olympiakos 2022-23 | Olympiakos 2022-23 |
| Giocatori          | Staff tecnico      |
| ------------------ | ------------------ |

| N. | Naz.                                            | Ruolo | Nome                    | Anno | Alt.   | Peso   |  |
| -- | ----------------------------------------------- | ----- | ----------------------- | ---- | ------ | ------ |  |
| 0  | Stati Uniti (bandiera)                          | G     | Thomas Walkup           | 1992 | 194 cm | 90 kg  |  |
| 3  | Stati Uniti (bandiera)                          | P     | Isaiah Canaan           | 1991 | 183 cm | 91 kg  |  |
| 4  | Grecia (bandiera)                               | PG    | Michalīs Lountzīs       | 1998 | 198 cm | 92 kg  |  |
| 5  | Grecia (bandiera)                               | G     | Giannoulīs Larentzakīs  | 1993 | 199 cm | 91 kg  |  |
| 6  | Grecia (bandiera)                               | P     | Iōsīf Koloveros         | 2002 | 186 cm | 84 kg  |  |
| 9  | Stati Uniti (bandiera) · Grecia (bandiera)      | GA    | George Papas            | 1998 | 195 cm | 79 kg  |  |
| 10 | Francia (bandiera)                              | C     | Moustapha Fall          | 1992 | 218 cm | 122 kg |  |
| 11 | Grecia (bandiera)                               | P     | Kōstas Sloukas          | 1990 | 190 cm | 85 kg  |  |
| 14 | Bulgaria (bandiera) · Grecia (bandiera)         | AG    | Aleksandăr Vezenkov     | 1995 | 206 cm | 102 kg |  |
| 16 | Grecia (bandiera)                               | AP    | Kōstas Papanikolaou (C) | 1990 | 204 cm | 105 kg |  |
| 19 | Grecia (bandiera)                               | AC    | Panagiōtīs Tsamīs       | 2002 | 204 cm |        |  |
| 21 | Russia (bandiera)                               | AC    | Joel Bolomboy           | 1994 | 206 cm | 107 kg |  |
| 25 | Stati Uniti (bandiera)                          | AG    | Alec Peters             | 1995 | 206 cm | 107 kg |  |
| 28 | Stati Uniti (bandiera)                          | C     | Tarik Black             | 1991 | 206 cm | 113 kg |  |
| 77 | Stati Uniti (bandiera) · Azerbaigian (bandiera) | AP    | Shaquielle McKissic     | 1990 | 196 cm | 91 kg  |  |
| 81 | Grecia (bandiera)                               | AP    | Veniamin Abosi          | 2006 | 194 cm |        |  |
| -  | Grecia (bandiera)                               | C     | Stefanos Spartalīs      | 2006 | 203 cm |        |  |

| Allenatore |
| - Giōrgos Mpartzōkas |
| Assistente/i |
| - Michalīs Kalavros - Giōrgos Mpozikas - Chrīstos Pappas - Stefanos Triantafyllos Legenda - (C) Capitano - (IN) Inattivo - Infortunato Roster |

## Mercato

### Sessione estiva
| Acquisti | Acquisti           | Acquisti          | Acquisti      | Acquisti |
| R.       | Nome               | da                | Modalità      |          |
| -------- | ------------------ | ----------------- | ------------- | -------- |
| P        | Isaiah Canaan      | Galatasaray       | svincolato    |          |
| P        | Iōsīf Koloveros    | Iōnikos Nikaias   | fine prestito |          |
| GA       | George Papas       | Monmouth Hawks    | svincolato    |          |
| AG       | Alec Peters        | Saski Baskonia    | svincolato    |          |
| AC       | Joel Bolomboy      | CSKA Mosca        | svincolato    |          |
| AC       | Vasilīs Chrīstidīs | Peristeri         | fine prestito |          |
| C        | Tarik Black        | Bahçeşehir Koleji | svincolato    |          |

| Cessioni | Cessioni              | Cessioni         | Cessioni         | Cessioni |
| R.       | Nome                  | a                | Modalità         |          |
| -------- | --------------------- | ---------------- | ---------------- | -------- |
| P        | Alexandros Nikolaidīs | Lavrio           | rinnovo prestito |          |
| G        | Tyler Dorsey          | Dallas Mavericks | fine contratto   |          |
| A        | Livio Jean-Charles    | CSKA Mosca       | fine contratto   |          |
| AG       | Quincy Acy            | Free agent       | fine contratto   |          |
| AG       | Giōrgos Printezīs     |                  | ritirato         |          |
| AC       | Vasilīs Chrīstidīs    | PAOK Salonicco   | fine contratto   |          |
| AC       | Hassan Martin         | Stella Rossa     | fine contratto   |          |

### Dopo l'inizio della stagione
| Acquisti | Acquisti | Acquisti | Acquisti | Acquisti |
| R.       | Nome     | da       | Data     | Modalità |
| -------- | -------- | -------- | -------- | -------- |

| Cessioni | Cessioni        | Cessioni | Cessioni        | Cessioni |
| R.       | Nome            | a        | Data            | Modalità |
| -------- | --------------- | -------- | --------------- | -------- |
| P        | Iōsīf Koloveros | Lavrio   | 8 dicembre 2022 | prestito |